# XXXI століття до н. е.
XXXI століття до нашої ери — часовий проміжок між 1 січня 3100 року до н. е. та
31 грудня 3001 року до н. е.

## Події
- 3100 до н. е.  — початок періоду Джемдет-Наср в Межиріччі[1].

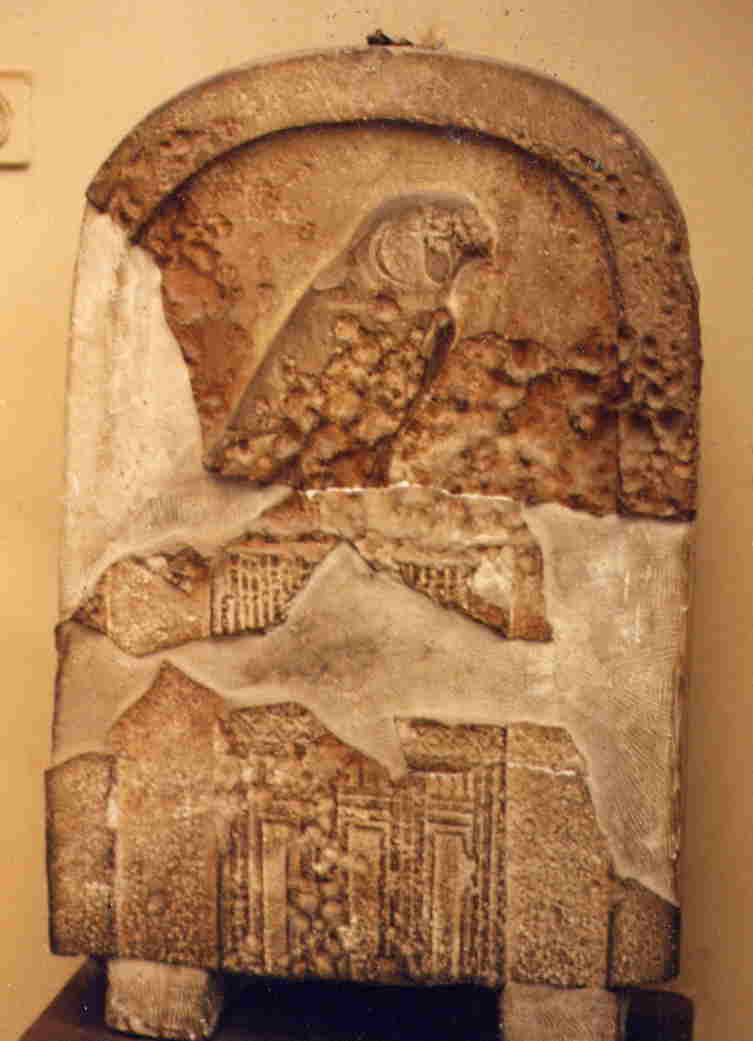
Стела фараона Джера з Абідоса

- Стела фараона Джера з АбідосаПравління фараонів першої династії в Єгипті (Хор-Аха, Джер).